# Yeşim Ceren Bozoğlu
Yeşim Ceren Bozoğlu, née le 29 juillet 1974 à Istanbul, est une actrice turque, surtout connue pour ses rôles dans Alanya Allemagne, Polis et plus récemment dans Doktolar. 
Elle a choisi de poursuivre le programme d'études de théâtre à l'Université Marmara à Istanbul.

## Filmographie partielle
- 2005 : La Chute de l'ange
- 2005 : İki Genç Kız
- 2019 : Kuruluş: Osman (série télévisée)